# Phyllotocidium macleayi
Phyllotocidium macleayi är en skalbaggsart som beskrevs av Blackburn 1892. Phyllotocidium macleayi ingår i släktet Phyllotocidium och familjen Melolonthidae. Inga underarter finns listade i Catalogue of Life.